# DeBordieu
DeBordieu es un área no incorporada ubicada del condado de Georgetown en el estado estadounidense de Carolina del Sur. 

## Historia
Las leyendas locales demandan que cuando el marqués de Lafayette llegó a las costas de DeBordieu, exclamó: "Esta tierra es tan hermosa, que debe ser la frontera de Dios" La traducción francesa es el "D'aborde Dieu". La traducción del Sur se convirtió en "Debidue". Descripción de Lafayette (ya sea realidad o ficción) de DeBordieu sigue siendo válida. Como una de las más antiguas comunidades costeras en la Costa Este, DeBordieu goza de una rica historia. Antes de la Guerra civil, DeBordieu estaba en el centro de la segunda mayor región productora de arroz en el mundo. La zona prosperó y los propietarios de las plantaciones de arroz  construyeron  una colonia de casas en DeBordieu.
DeBordieu se le pidió y exigió a permitir el acceso del público a las playas. En agosto de 2010, que no han cumplido.